# GPE Palmtop Environment

GPE 2.7

GPE Palmtop Environment (GPE) — свободное программное обеспечение для создания GUI-окружения на КПК, работающих под управлением операционной системы Linux. GPE использует X Window System, GTK+ и оконный менеджер Matchbox.
В состав GPE входит PIM, включающий в себя менеджер контактов, календарь, список дел, планировщик рабочего времени, офисные приложения Abiword и Gnumeric, позволяющие полноценно работать с документами форматов Microsoft Office и OpenOffice.org, клиент мгновенного обмена сообщениями Pidgin, простой набор игр и некоторые другие приложения.
GPE используется не только в Familiar, но и в Maemo, среде для Nokia 770 и некоторых вариантов открытых прошивок для Sharp Zaurus.
GPE также предоставляет всю необходимую инфраструктуру для разработчиков, базовые разделяемые библиотеки, а кроме того GPE вводит стандарты на взаимодействие программ и хранение данных (например, в GPE широко используется SQL, XML и др.).